# Operativo Talos
El Operativo Talos es la participación de la Armada Argentina en las sanciones resueltas por el Consejo de Seguridad de la ONU en Haití durante 1993 y 1994, siendo éstas las resoluciones n.º 841 (1993), 861 (1993), 862 (1993), 867 (1993), 873 (1993), 875 (1993), 905 (1994), 917 (1994), 933 (1994) y 940 (1994). Fue la resolución 875 la que estableció el bloqueo naval del cual la Armada Argentina se vio protagonista.
Es hasta la actualidad la última acción bélica de las Fuerzas Armadas Argentinas

## Contexto
Tales determinaciones fueron consecuencia del Golpe de Estado que le propició el general Raoul Cédras al electo presidente Jean-Bertrand Aristide en 1991, desencadenando una resistencia interna que conllevó a enfrentamientos armados, crisis humanitaria y el incumplimiento de las exigencias por parte de la Organización de Estados Americanos. Por ello la ONU decidió actuar y se propuso sancionar el régimen de Cédras, restablecer la democracia y luego mantener la paz mediante la misión UNMIH.
La República Argentina envió sus tres corbetas clase Drummond para participar del bloqueo naval desde finales de 1993 hasta la asunción de Aristide. Como la Resolución n.º 940 del Consejo de Seguridad autorizó la destitución de Cédras, se propuso el envío de tropas del Ejército Argentino y la Infantería de Marina sin resultados, por la baja popularidad de la propuesta. Finalmente se estableció el suministro de un contingente de Gendarmería para actuar como Policía Militar. La Fuerza Aérea Argentina colaboró con la misión UNMIH con una aeronave.

## Participación

### Talos I
Fue designada la corbeta ARA Granville (P-33).
Zarpa de la Base Naval de Puerto Belgrano el 2 de octubre de 1993, al que regresa el 4 de mayo de 1994. Visitó los puertos de Fortaleza entre el 14 y 16 de abril y Río de Janeiro entre el 21 y 24 de abril, habiendo cooperado con los buques de otros países con el propósito de asegurar el cumplimiento del embargo comercial, dispuesto por el Consejo de Seguridad.

### Talos II
Fue designada la corbeta ARA Guerrico (P-32).
A partir del 24 de enero de 1994, la unidad comenzó su alistamiento especial para esta operación, zarpando de la Base Naval de Puerto Belgrano el día 18 de marzo. El traslado se efectuó en dos etapas, la primera hasta Río de Janeiro, arribando el 22 y la segunda hasta la Base Naval Roosevelt Road en la isla de Puerto Rico, arribando el 4 de abril. 
Durante esta operación se realizaron ocho patrullas, totalizando: 
- 42.320 millas náuticas.
- 217 días fuera de apostadero.
- 165 días navegados.
- 114 días en el área de operaciones.
- 51 días en puerto.
- 71 inspecciones de buques.

Finalizada la misión de la unidad, zarpó de Roosevelt Road el día 1 de octubre, arribando a la Base Naval Puerto Belgrano el día 21.

### Talos III

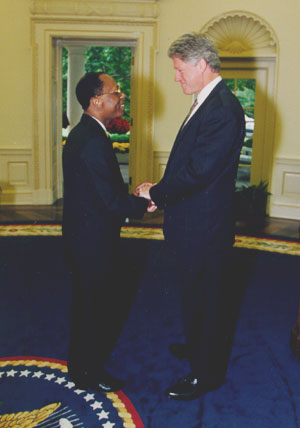
Clinton y Aristide en octubre de 1994

Fue designada la corbeta ARA Drummond (P-31) (complementando a su gemela Guerrico, aún en operaciones en la zona).
Zarpa de la Base Naval de Puerto Belgrano el 10 de agosto de 1994, arribando a Río de Janeiro el 14 de agosto para efectuar reabastecimiento de combustible, continuando luego con la travesía a la Base Naval Roosevelt Roads en Puerto Rico. La P-31 arriba a dicha base naval el 24 de agosto.
El 29 de agosto la unidad zarpa con destino a Haití a efectos de realizar la primera patrulla, durante la misma se realizan nueve interrogaciones y siete registros, regresando a la Base Naval Roosevelt Roads el 12 de septiembre. El 15 de septiembre zarpa para efectuar la segunda patrulla en la que se realizaron 46 interrogaciones y dos registros, regresando a Base Naval Roosevelt Roads el 30 de septiembre. El 4 de octubre zarpa nuevamente para efectuar la tercera patrulla, el 8 de octubre se dan por finalizadas las operaciones de bloqueo.
El 13 de octubre zarpa de Roosevelt Roads con destino a Puerto Príncipe para estar presente el día de la asunción del Presidente Aristide, tomando dicho puerto el 16 y regresando a Roosevelt Roads el 19 de octubre.
El 22 de octubre la unidad zarpa de regreso a la Argentina, haciendo escalas en Fortaleza (Brasil) entre el 29 de octubre y el 2 de noviembre, en Río de Janeiro (Brasil) entre el 6 y 11 de noviembre y arriba a la ciudad de Buenos Aires el 16.
La unidad es recibida por el presidente de la Nación y el Jefe del Estado Mayor de la Armada Argentina. El 19 de noviembre la unidad zarpa de Buenos Aires con destino a la Base Naval Puerto Belgrano, arribando a la misma el 21 de noviembre.

### Gendarmería Nacional Argentina
Desde el 25 de septiembre de 1994, la Argentina también participa de la Fuerza Multinacional (MNF), autorizada por la resolución 940 del Consejo de Seguridad, para lo cual proporciona una unidad de 107 policías civiles de la Gendarmería Nacional. Interviene primero para asegurar que la resolución que la aprueba incluya toda una novedosa serie de garantías, aceptadas por el Consejo, para delimitar el accionar: la especificidad del respectivo mandato, la determinación de un límite temporal para la operación y la presencia de observadores de la ONU que –junto a la Fuerza Multinacional– aseguren el respeto a los derechos humanos de la población haitiana.

### Fuerza Aérea Argentina
Se envió un avión Fokker F-27 matrícula TC-73 con 15 efectivos, resultando fuera de servicio durante un despegue en el aeropuerto de Jeremie el 16 de junio de 1995, saliéndose de pista e impactando contra un edificio sin que sus ocupantes sufrieran daños considerables. Posterior al accidente se intentó un avión similar como reemplazo, matrícula TC-76, pero finalmente esto no fue concretado.